# Sacra Famiglia a Via Portuense

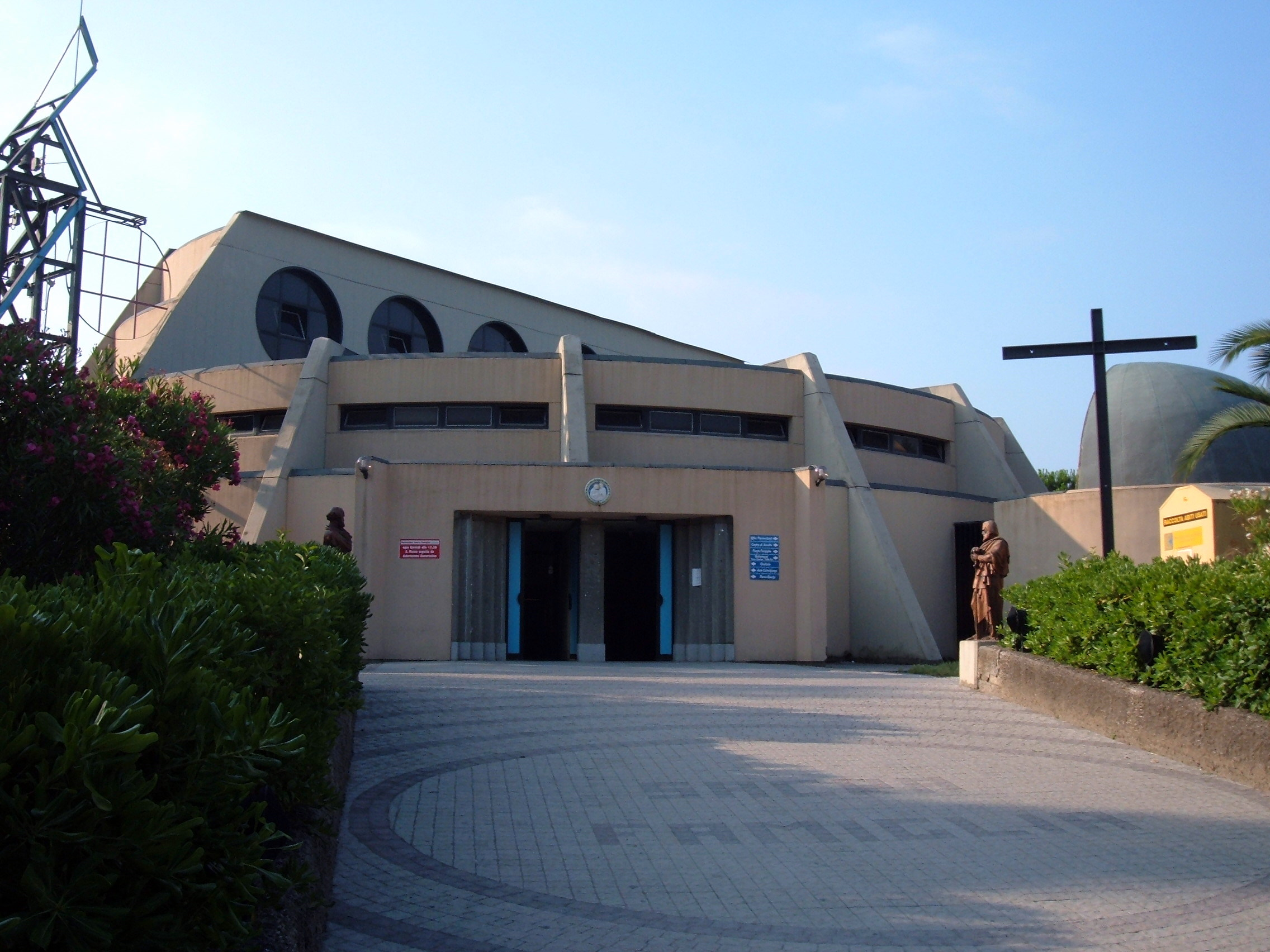
Vista da fachada.

Sacra Famiglia a Via Portuense, conhecida também como Sacra Famiglia fuori Porta Portese, é uma igreja localizada na Via Filippo Tajani, 10, no quartiere Portuense de Roma. É dedicada à Sagrada Família.

## História
Esta igreja é sede de uma paróquia criada em 14 de agosto de 1932 através do decreto "Cum sanctissimus dominus" pelo cardeal-vigário Francesco Marchetti Selvaggiani e está aos cuidados da Congregação da Sagrada Família de Bérgamo. 

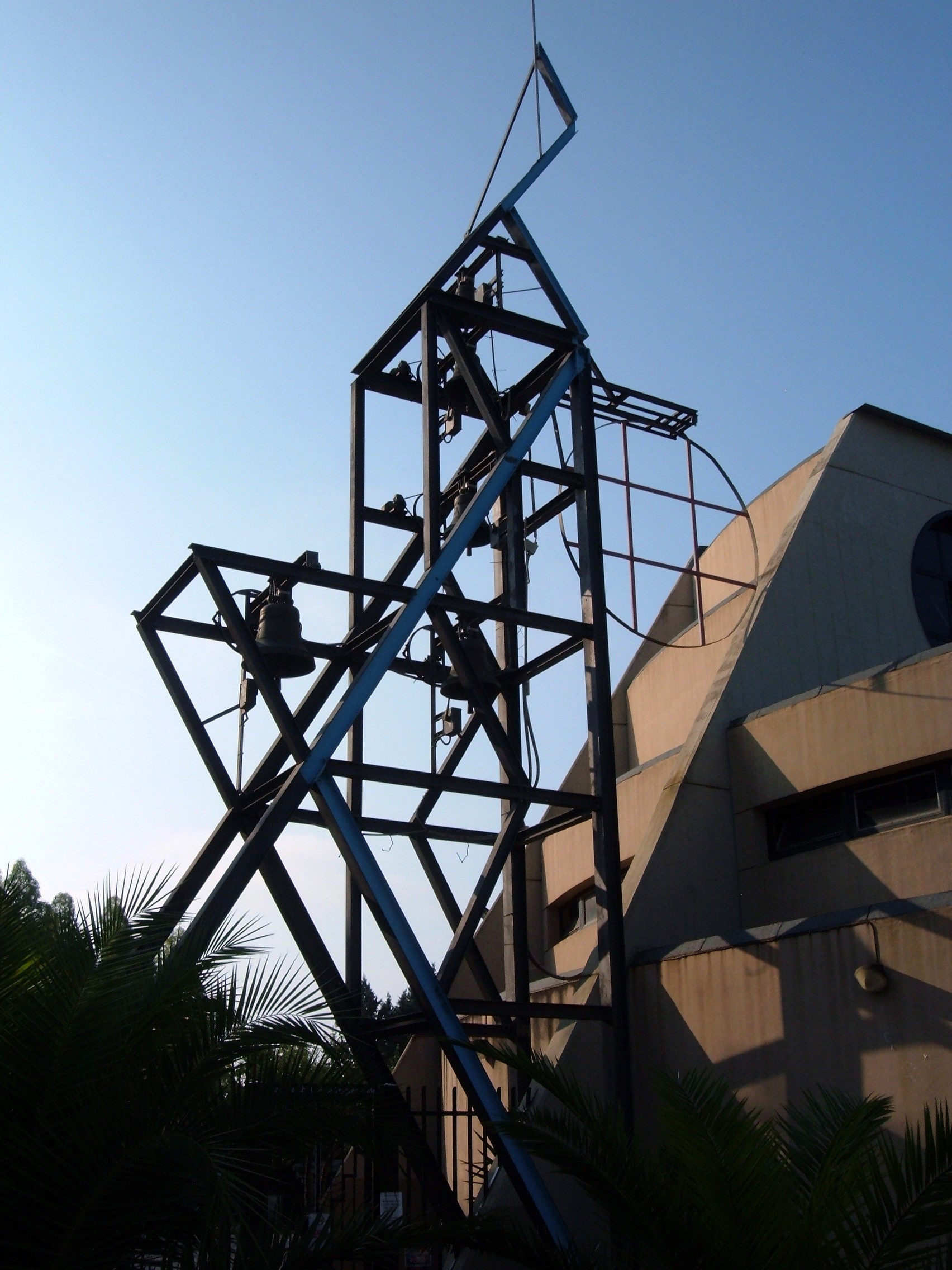
O curioso campanário de Gian Franco Filacchione.

A igreja original era uma estrutura simples de tijolos e concreto localizada na Via Portuense, logo a oeste de seu cruzamento com a Viale di Vigna Pia. Ela tinha uma nave única com sete baias e contava com uma abside retangular incorporada no bloco da sacristia. As paredes laterais da nave tinha um grande arco cego recuado para cada baia com exceção da segunda e da sexta, com o interior de cada um pintado de branco e contendo uma janela de topo redondo. As outras duas baias abrigavam capelas absidais semicirculares, cada uma com duas pequenas janelas de topo redondo e um telhado semi-cônico abaixo da empena do telhado principal. Este era inclinado e recoberto por telhas. A fachada tinha uma varanda cúbica sobre a qual estava uma pequena janela redonda.
Porém, o crescimento do subúrbio fez com que as instalações se mostrassem inadequadas e foi tomada a decisão de substitui-la por uma igreja maior já com instalações paroquiais e sociais mais adequadas. O projeto foi uma parceria de Mario Paniconi e Giulio Pediconi e terminou em 1978. O papa São João Paulo II a visitou em 14 de fevereiro de 1994.
A antiga igreja foi demolida.

## Descrição

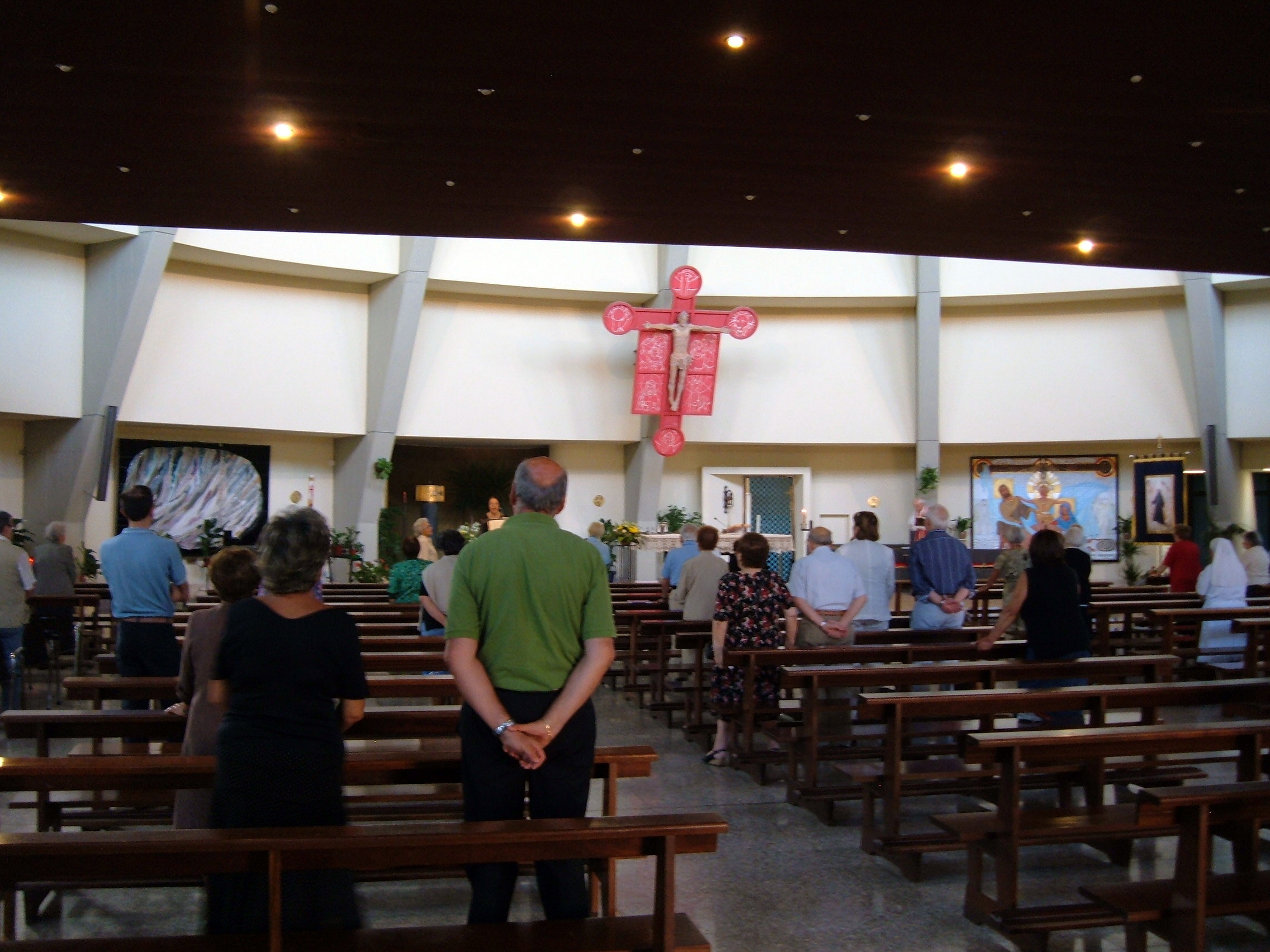
Vista do interior.

A igreja tem planta circular e é flanqueada por um curioso campanário projetado pelo arquiteto Gian Franco Filacchione (1987) em estrutura metálica sob o qual está uma porta de ferro que leva às quadras esportivas. Do lado sul foi construído, em 2009, um pequeno relógio solar astronômico pintado no exterior por Marco Agrillo. No interior, um amplo presbitério é dominado por um grande crucifixo num painel vermelho onde estão representados os símbolos dos quatro evangelistas e os episódios da "Última Ceia" e da "Paixão de Cristo", obras do artista Ennio Tesei (1979). Do lado direito deste crucifixo está uma peça de altar representando a Sagrada Família de Nazaré de G. F. Filacchione (2009). Do outro lado do altar-mor, atrás da fonte batismal, está um painel moderno, de muitos materiais e tema abstrato, da artista Fernanda Tollemeto (1992) intitulado "Todos os Dias Renascem e é Sempre a Primeira Vez"; à esquerda está uma pintura da Virgem e o Menino do século XIX e de atribuição incerta. A Via Crúcis, em pequenas telhas de bronze quadradas, está afixada em torno do salão principal circular da igreja e é obra da artista Paola Di Gregorio (2000). Na parte oposta ao presbitério está uma capela ferial (para missas diárias) decorada com ícones de estilo bizantino é obra do padre Cesar Hernandez, da própria Congregação da Sagrada Família.